# Antonio Realubin Tobias
Antonio Realubin Tobias (Ilocos Norte, Filipinas, 13 de junho de 1941) é um prelado filipino da Igreja Católica e bispo emérito de Novaliches.

## Infância e formação
Antonio nasceu em 13 de junho de 1941 no município de Laoag na província de Ilocos Norte. Ingressou no Seminário Menor Nossa Senhora de Guadalupe, onde concluiu o ensino médio. Posteriormente, estudou filosofia e teologia no Seminário San Carlos na cidade de Makati.
Em 1968, obteve a licenciatura em direito canônico cum laude na Pontifícia e Real Universidade de São Tomás de Aquino em Manila.

## Vida vocacional

### Sacerdócio
Tobias foi ordenado sacerdote pelo cardeal Rufino Jiao Santos em 21 de dezembro de 1965, na Catedral de Manila. A partir de 1966, serviu como vigário paroquial da Paróquia de San Juan Nepomuceno em Pasay até 1970. Ele também fez parte do Tribunal Matrimonial Metropolitano do Seminário de San Carlos até 1983. De 1970 a 1982, foi professor no Seminário Menor Nossa Senhora de Guadalupe, em Makati.

### Episcopado
Em 3 de novembro de 1982, foi nomeado bispo auxiliar de Zamboanga e bispo titular de Tipasa na Numídia pelo Papa João Paulo II. Sua consagração episcopal ocorreu em 25 de janeiro de 1983 na Catedral de Manila. A celebração foi presidida pelo Núncio Apostólico nas Filipinas, Bruno Torpigliani. Em 14 de setembro de 1984, foi nomeado bispo de Pagadian, e em 28 de maio de 1993, bispo de San Fernando de La Union.
Após um escândalo envolvendo o primeiro bispo da recém-erigida Diocese de Novaliches, Teodoro Bacani Jr., o Papa João Paulo II nomeou Tobias como seu administrador apostólico em 21 de junho de 2003. Posteriormente, o Papa nomeou Tobias em 25 de novembro para suceder Bacani como bispo da diocese. Ele tomou posse na Catedral do Bom Pastor pelo Arcebispo de Manila, Cardeal Gaudencio Rosales, em 26 de janeiro de 2004.
Em resposta à guerra às drogas realizada pelo presidente filipino Rodrigo Duterte, Tobias e sua diocese abriram um centro de reabilitação de drogas em setembro de 2016. A medida visava diminuir o número de vítimas causadas pela guerra às drogas.
O Papa Francisco aceitou sua aposentadoria em 6 de junho de 2019 e nomeou Roberto Gaa como seu sucessor.  Tobias serviu como administrador apostólico até a posse de Gaa em 24 de agosto de 2019.

## Envolvimento na política
Em 2005, Tobias pediu desculpas ao ex-presidente Joseph Estrada pelo papel da Igreja Católica na Segunda Revolução do Poder Popular, que levou à sua deposição.  A Conferência dos Bispos Católicos das Filipinas (CBCP), por meio de seu presidente Angel Lagdameo, esclareceu que o pedido de desculpas de Tobias reflete sua opinião pessoal, e não a posição oficial da Igreja.
Em novembro de 2007, Tobias, juntamente com os bispos Iniguez e Julio Xavier Labayen, liderou uma oração na Plaza Miranda para pedir a renúncia da então presidente Gloria Macapagal-Arroyo.